# U.S. General Post Office

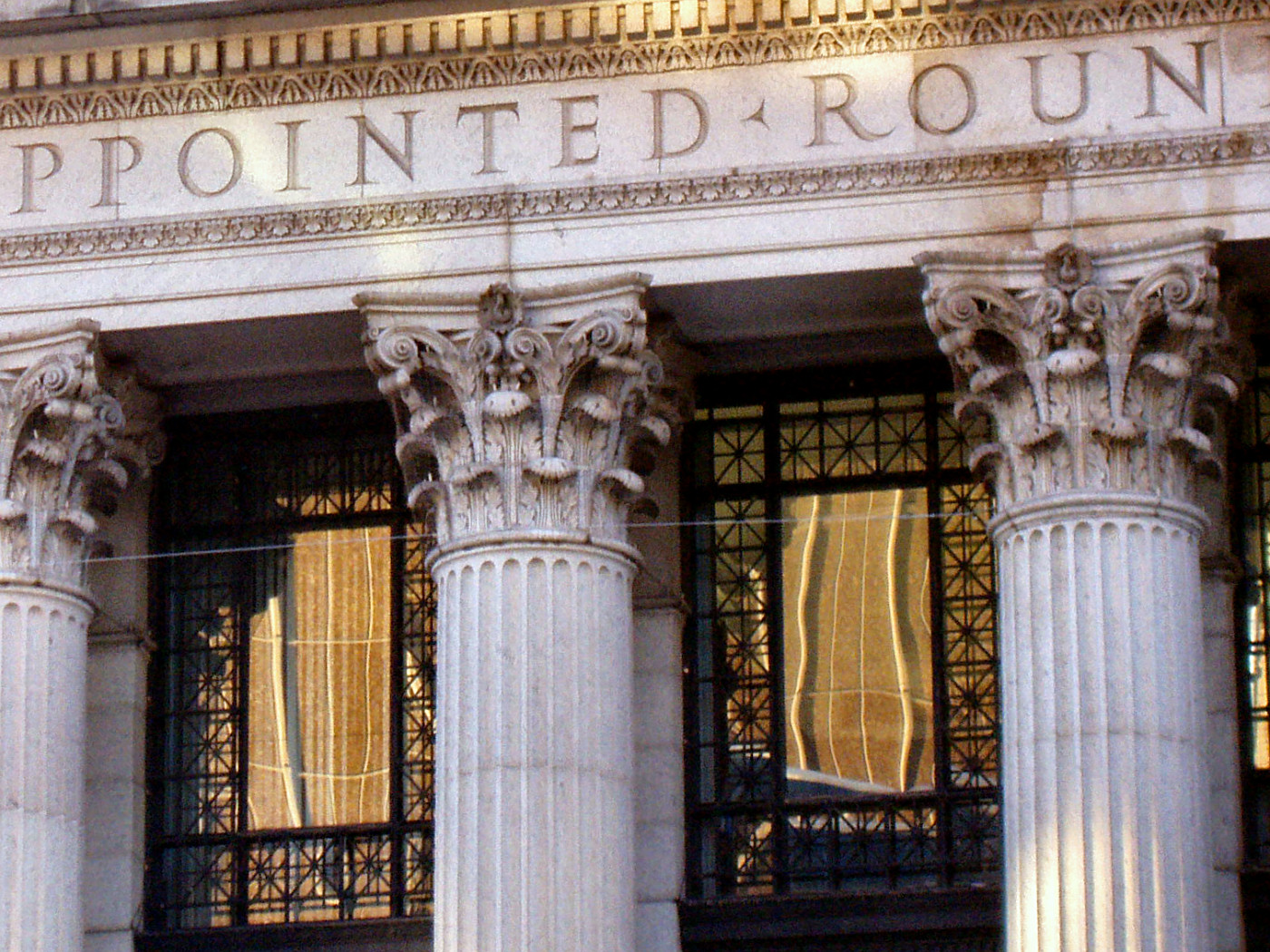
Detail einer Säule der Korinthischen Säulenreihe

Das U.S. General Post Office oder auch als James A. Farley Building bezeichnet, ist das Hauptpostamt in New York City. Das im Stil der Beaux-Arts-Architektur erbaute Postamt hat die Postleitzahl (ZIP-Code) 10001. Das von McKim, Mead and White geplante Gebäude ist das einzige Postamt in New York City, das für die Öffentlichkeit sieben Tage in der Woche rund um die Uhr geöffnet hat. Per 2002 arbeiteten 2500 Postangestellte in dem Gebäude. Das Gebäude wurde 1912–1914 erbaut.
Die Gebäudefront mit den Kolonnaden befindet sich an der westlichen Seite der Eighth Avenue, gegenüber der Pennsylvania Station und des Madison Square Gardens, zwischen der 31. und 33. Straße in Manhattan, wo es zwei Straßenblöcke ausfüllt. Es sitzt über den Gleisen des Nord-Ost-Korridors (Farley Corridor) in der westlichen Midtown und wurde am 29. Januar 1973 in das National Register of Historic Places eingetragen. Die Säulenkolonnade ist die längste ihrer Art in der Welt.

## Geschichte

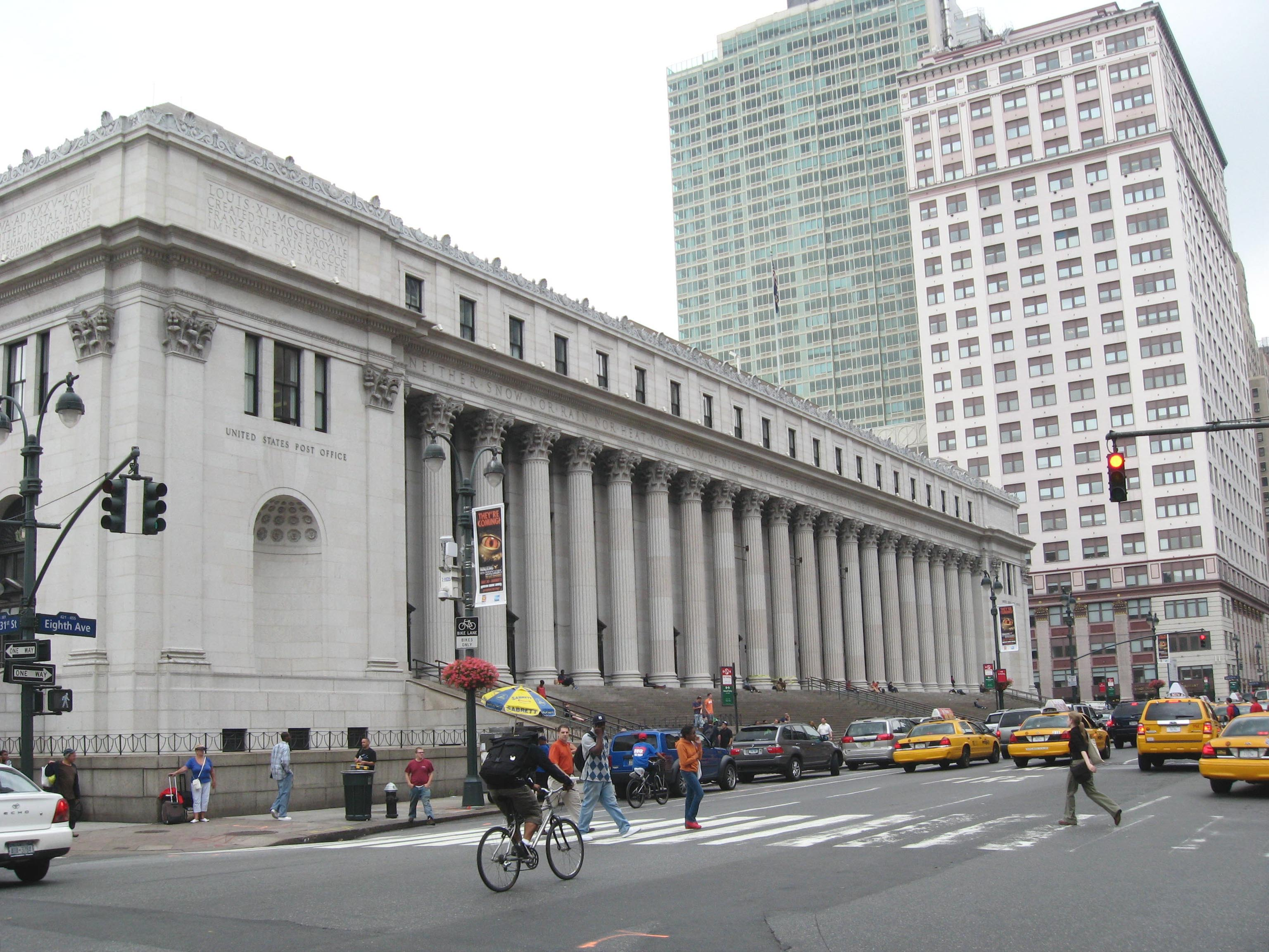
Kolonnade an der Eighth Avenue

Das James A. Farley Building wurde in zwei Etappen erbaut. Die ursprüngliche monumentale vordere Hälfte wurde von 1912 an erbaut und öffnete 1914 für den Publikumsverkehr. 1934 wurde die Fläche des Gebäudes unter dem damaligen Postmaster General James A. Farley verdoppelt; das Postamt an der Ecke Park Row und Broadway aus dem Jahr 1878 wurde daraufhin geschlossen. An den Seitenfassaden, die zur Ninth Avenue hinführen, haben die Architekten zwischen den Jochfenstern weitere Säulen Korinthischer Ordnung eingefügt, dies geschah, um die Elemente der Frontfassade zur Ninth Avenue zu tragen. Farleys Baufirma General Builders Corporation hatte unter der Regierung von US-Präsident Herbert Hoover den Auftrag für den Anbau erhalten.

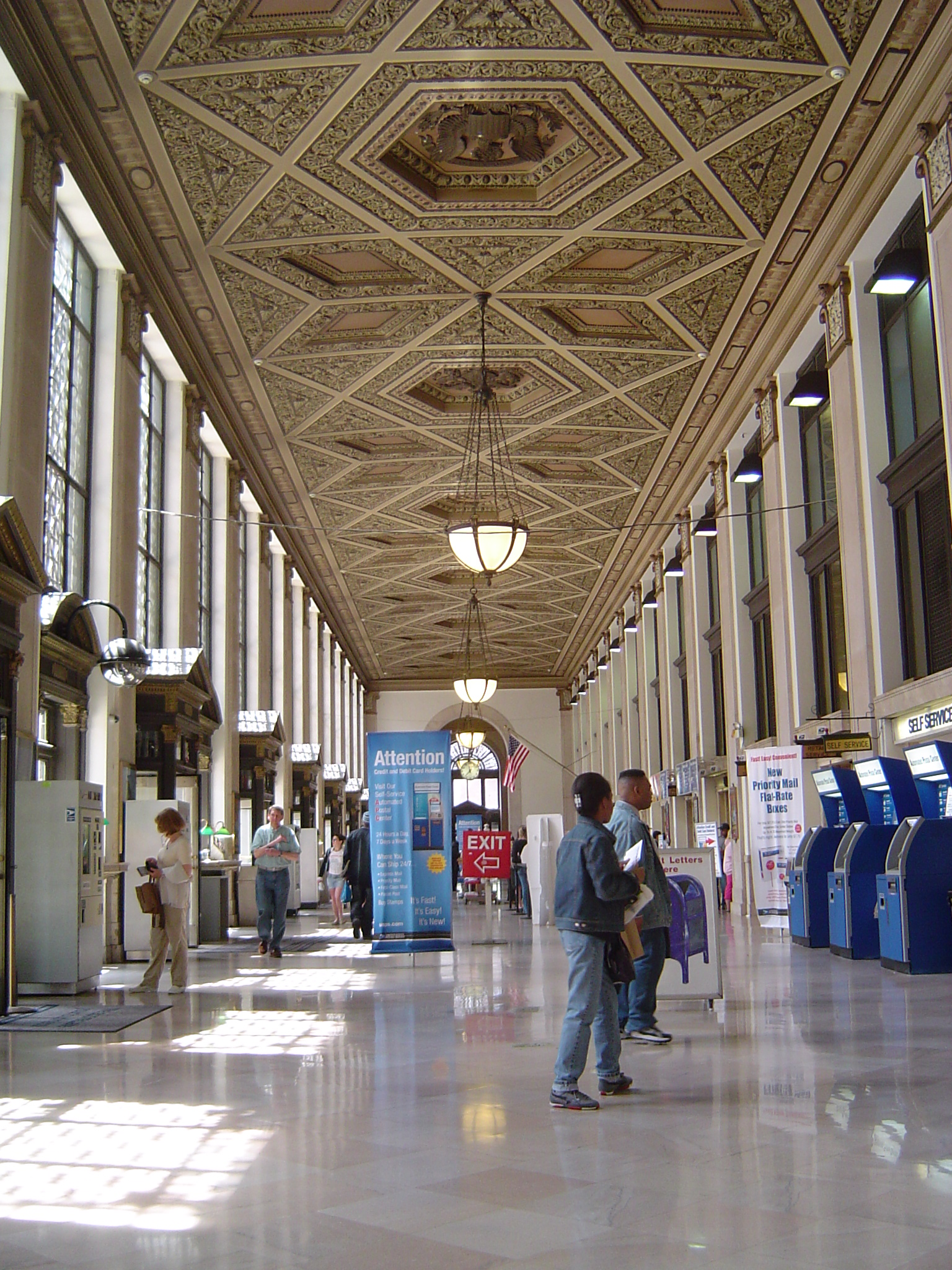
Das Innere des Postamtes

Das Gebäude war eines der letzten, das unter dem Tarsney Act entstand. Bis 1893 wurden alle zivilen Bundeseinrichtungen durch angestellte Architekten im Office of the Supervising Architect innerhalb des United States Department of the Treasury entworfen. Das Gesetz von 1893, das durch einen Kongressabgeordneten aus Missouri eingebracht wurde, erlaubte es dem überwachenden Architekt, einen privaten Architekt in einem Wettbewerb auszuwählen. James Knox Taylor wählte für das Postamt McKim aus. 1913 wurde das Gesetz infolge eines Skandals teilweise aufgehoben. Dieser war entstanden, als Taylor seinen früheren Partner Cass Gilbert dazu bestimmte, den Entwurf des Alexander Hamilton U.S. Custom Houses anzufertigen.
Die monumentale Fassade an der Eighth Avenue wurde als Korinthische Säulenkolonnade angelegt und an den Enden von zwei Pavillons eingefasst. Der Zweck des imposanten Entwurfes war es, den Colonnaden der 1910 von McKim, Mead, and White projektierten Pennsylvania Station zu entsprechen, die sich ursprünglich auf der anderen Straßenseite befanden. Eine ununterbrochene Treppenreihe, die über die vollständige Länge der Kolonnaden läuft, gewährt den Zugang zum Hauptgeschoss für den Kundenverkehr, das über einem funktionellen Kellergeschoss liegt. Es erhebt sich über einen trockenen Graben, der den Arbeitsräumen im Keller Luft und Licht gewährt. Jeder der quadratischen Pavillons ist von einem niedrigen, pyramidisch geformten Dach gedeckt. Im Inneren fällt der Blick des Besuchers ungehindert auf eine lange Galerie, die parallel zur Kolonnadenfront verläuft. Am nördlichen Ende davon befindet sich ein kleines posthistorisches Museum.

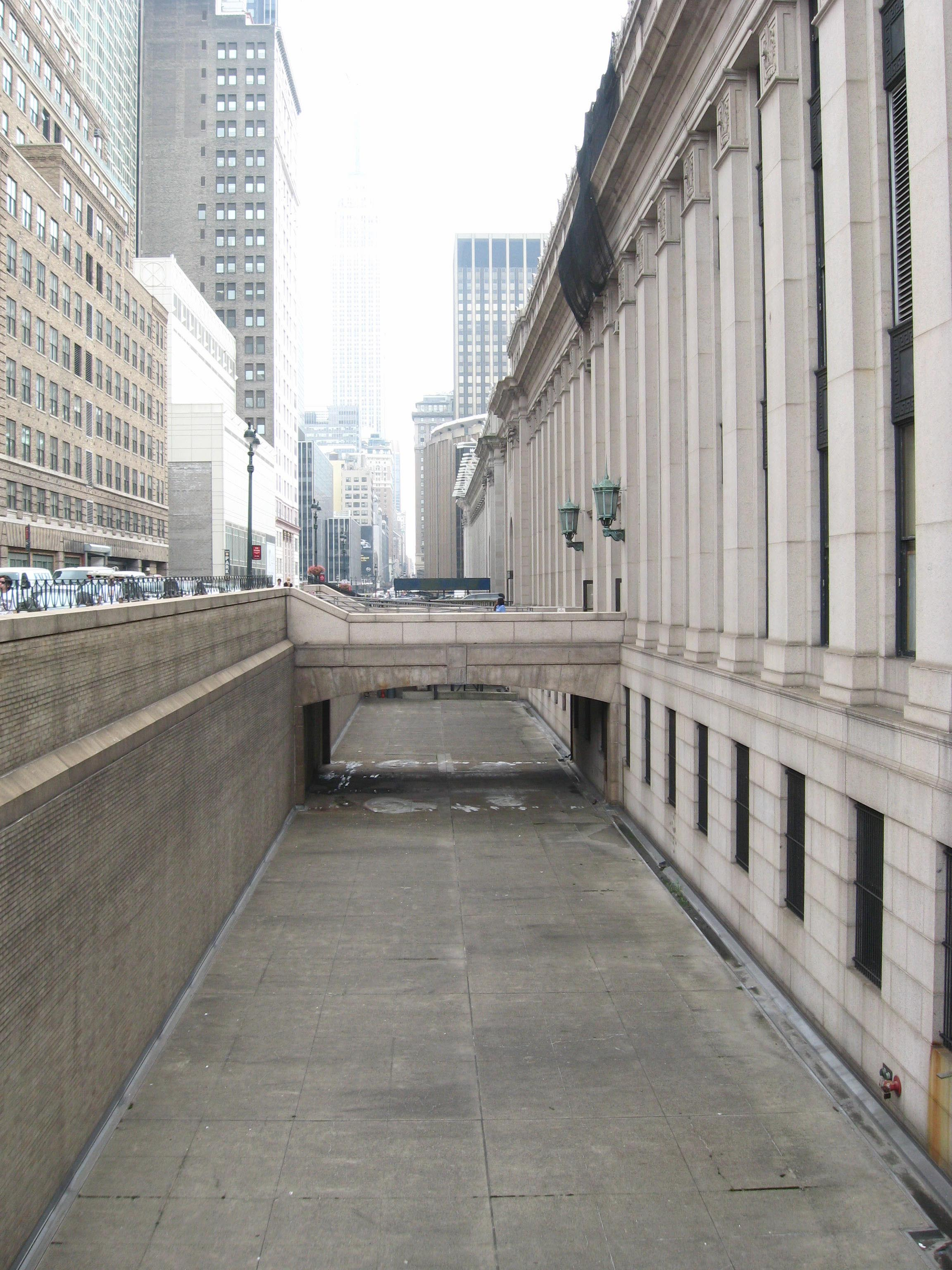
Trockener Graben

An prominenter Stelle, oberhalb der Säulenkolonnade, findet sich die Inschrift “Neither snow nor rain nor heat nor gloom of night stays these couriers from the swift completion of their appointed rounds”, die oft als Motto des United States Postal Service missverstanden wird – es gibt kein solches offizielles Motto –, tatsächlich wurde es von William Mitchell Kendall gewählt, einem Angestellten der Architekturfirma McKim, Mead, and White, der den Satz dem 8. Buch (Kapitel 98) der Historien des Herodot entnahm. Die Stelle bezieht sich auf die treuen Dienste, welche die Postreiter des Achämenidenreiches unter Xerxes I. leisteten. Das Design der Inschrift wurde von Ira Schnapp geschaffen, der später das Logo der Action Comics und weiterer Veröffentlichungen von DC Comics erschaffen sollte.
Bei der Eröffnung im Jahr 1914 wurde das Postamt als Pennsylvania Terminal bezeichnet, im Juli 1918 erfolgte die Umbenennung in General Post Office Building und 1982 wurde es in James A. Farley Building umgetauft. James Farley war 1933–1940 der 53. Postmaster General der Vereinigten Staaten. Farley, ein gebürtiger New Yorker, spielte eine wesentliche Rolle in den politischen Karrieren von Alfred E. Smith und Franklin D. Roosevelt und war 1940 selbst ein Kandidat beim Nominierungsparteitag der Demokraten.

„…das Leben von James A. Farley sollte der jetzigen und künftigen Generationen der Amerikaner als Beispiel dafür dienen, wie einzelne Bürger durch gewissenhaften Einsatz dem Leben der ganzen Nation dienen können.“

Das Farley Building spielte eine wesentliche Rolle nach den Terroranschlägen am 11. September 2001, als das Postamt die Aufgaben des Church Street Station Post Office übernahm, das sich auf der gegenüberliegenden Straßenseite des World Trade Centers befand.

## Umbau zur Moynihan Train Hall

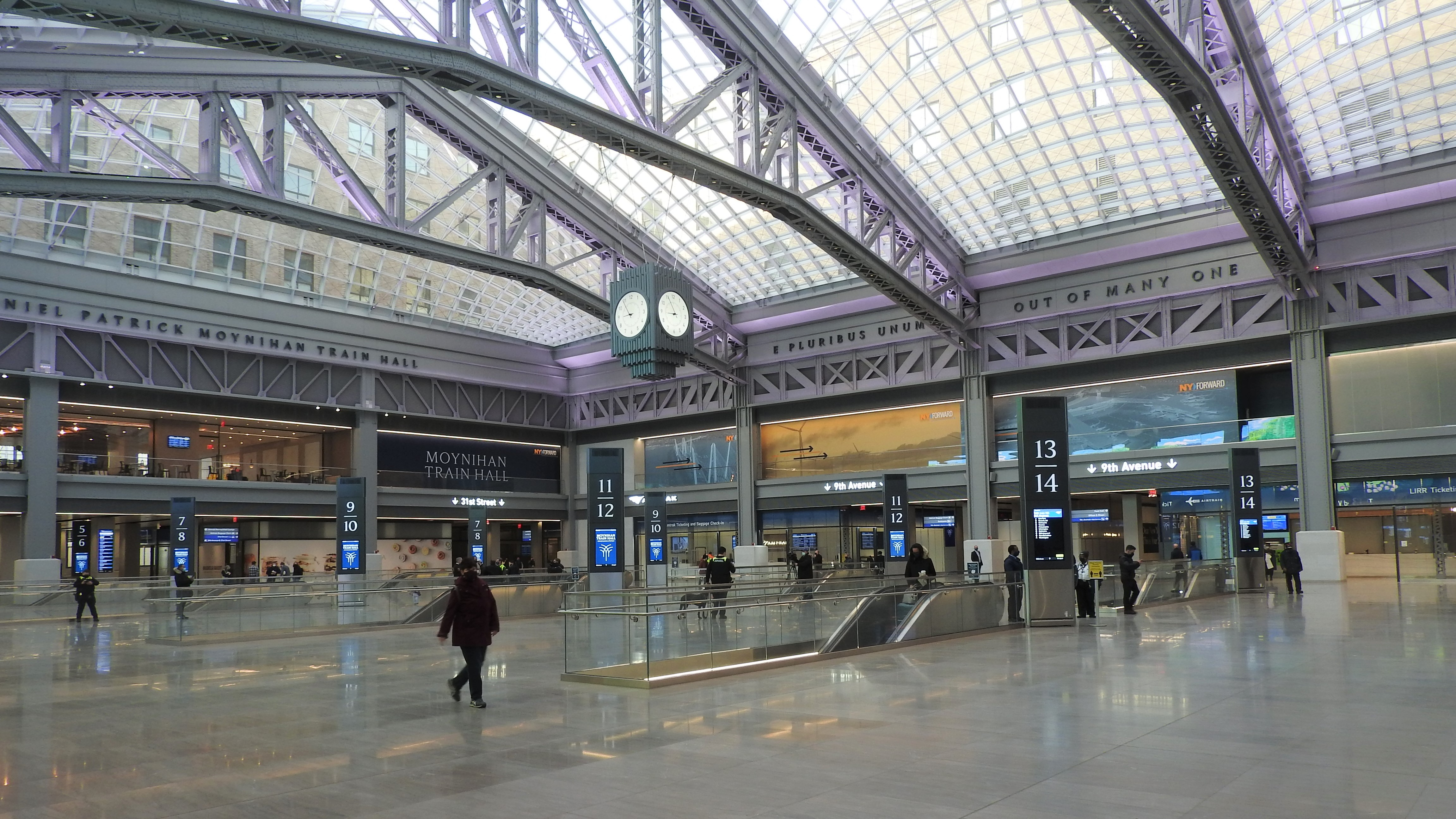
Moynihan Train Hall im Farley Building, 2021

Mit der Bezeichnung Moynihan Train Hall wird das Farley Building als neue, zusätzliche Eingangshalle der Pennsylvania Station genutzt. Sie wurde am 1. Januar 2021 eröffnet.
Geplant war, abgesehen von den Schaltern für den Verkauf der Postdienstleistungen die Expresspost, Postausgabe, die Rampen für Postautos und ein Briefmarkenlager bestehen zu lassen, genauso auch die Verwaltungsbüros des Postal Service für New York. Die Postumschlagsanlagen hingegen sollten einen Block weiter in das Morgan Processing and Distribution Center verlegt und alle weiteren administrativen Funktionen in das Postamt an der Church Street umgesiedelt werden. Nur etwa 900 Arbeitsplätze sollten nach diesen Plänen am Ort erhalten bleiben.